# Claude Noleau
Claude Noleau (né le 27 janvier 1948 aux Sables-d'Olonne en Vendée), est un joueur français de football qui évoluait au poste de milieu de terrain.

## Biographie
Formé au club des Girondins de Bordeaux, Noleau signe son premier contrat professionnel en 1962, mais ne joue au départ que des rencontres avec l'équipe réserve. Il dispute sa première rencontre en équipe première lors de la saison 1965-66, sous les ordres de l'entraîneur Salvador Artigas. Son premier match a lieu en octobre 1965 contre le Sporting en coupe des villes de foires. Il joue au total deux matchs avec les Girondins.
Il est prêté lors de la saison suivante au club du RFC Paris-Neuilly, sans quasiment jouer.
De retour à Bordeaux, l'entraîneur Jean-Pierre Bakrim le fait à nouveau jouer deux matchs durant la saison 1967-68.
En manque de temps de jeu, Claude Noleau est alors à nouveau prêté à l'US Boulogne en octobre 1968. Il quitte définitivement la Gironde durant la période estivale 1969 et signe à l'US Dunkerque.
Sa carrière se poursuit ensuite au RC Joinville, au Stade brestois, à l'ES La Rochelle puis au Hyères FC.